# ارلندز پوینت-کیتسپ لیک (واشینگتن)
ایرلند پوینت-کیتسپ لیک (به انگلیسی: Erlands Point-Kitsap Lake) یک منطقهٔ مسکونی در ایالات متحده آمریکا است که در شهرستان کیتساپ، واشینگتن واقع شده‌است. ایرلند پوینت کیتسپ لیک ۶٫۱ کیلومتر مربع مساحت و ۲٬۹۳۵ نفر جمعیت دارد.